# Семантична оптимізація запитів СУБД
Семантична оптимізація запитів СУБД - процес валідації та перетворення синтаксичного дерева запиту в форму, яка придатна для подальших кроків оптимізації.
На цій стадії виконується:
1. Перетворення запитів у канонічну форму; 
  1. Розкриття уявлень;
  2. Перетворення підзапитів у сполуки;
  3. Спуск предикатів;
2. Спрощення умов і розподіл предикатів;
3. Перетворення дерева умов до шляхів вибірки.

## Перетворення запитів до канонічної форми
Запити зводяться до канонічної форми, тобто переписуються так, щоб вони містили мінімальну кількість операторів SELECT (з'єднання-фільтрація-проєкція). Скрізь, де можливо, запит повинен бути зведений до форми єдиного оператора SELECT. Це може дозволити наступним фазам оптимізації згенерувати значно ефективніший (на 2-3 порядки) план виконання для складних запитів.

### Розкриття уявлень
Розкриття уявлень застосовується для того, щоб підсумковий запит містив посилання тільки на матеріалізовані відносини (таблиці) і можливості використовувати конвеєрну обробку даних.
| Початковий запит              | Результат                  |
| ----------------------------- | -------------------------- |
| ( T where cond1 ) where cond2 | T where ( cond1 and cond2) |

### Перетворення підзапитів у сполуки
Перетворення підзапитів у сполуки є необхідним для застосування конвеєрної обробки даних та мінімізації обсягу результатів підзапитів, акумульованих у тимчасовій дисковій чи оперативній пам'яті.
| Початковий запит                                                                | Результат                                                     |
| ------------------------------------------------------------------------------- | ------------------------------------------------------------- |
| select distinct T.a from T where T.b in ( select T1.b from T1 where T1.c < T.c) | select distinct T.a from T,T1 where T.b = T1.b and T1.c < T.c |

### Спуск предикатів
| Початковий запит                  | Результат                            |
| --------------------------------- | ------------------------------------ |
| ( A join B) where condA and condB | (A where condA) join (B where condB) |

## Спрощення умов та розподіл предикатів

### Спрощення умов
Виконується шляхом перетворення дерева логічних операцій у КНФ та спрощення отриманої логічної функції.
Перетворення дерева логічних операцій у КНФ виконується наступним чином:
1. 1. Для всіх диз'юнкцій, які входять у прямому вигляді, застосовується розподільний закон:

```
P OR (Q AND R) = (P OR Q) AND (P OR R)
(P AND Q) OR R = (P OR R) AND (Q OR R)

```

1. Для всіх диз'юнкцій, що входять у інверсному вигляді, застосовується правило де Моргана

```
NOT (P OR Q) = NOT P AND NOT Q

```

Перетворення триває рекурсивно до тих пір, поки дерево не буде складатися із кон'юнкцій конституент 0.
Отримана логічна функція знаходиться у кон’юнктивній нормальній формі, проте вона надлишкова. Для спрощення застосовують методи оптимізації логічних функцій, такі як Еспрессо (Логіка) або Куайна-Мак-Класкі.

### Розподіл предикатів
Розподіл предикатів виконується
- Для всіх предикатів виду:

A.B pred C
Для яких існує предикат
A.B = D.E
Як результат - отримаємо предикат
D.B pred C
де C - константа; A, D - відношення; B, E - порівнювані атрибути. Це спрощення виконується на основі припущення, що початковий предикат A.B pred C може бути ефективнішим для відношення D.
- Для кожної умови об'єднання виду:

A.B pred D.E
генерується обернена умова
D.E inversed pred A.B
для можливості виконати з'єднання в оберненому порядку.

### Перетворення дерева умов у шляху вибірки
Після спрощення дерева умов кожна кон'юнкція у дереві - це шлях вибірки. Предикати всередині кон'юнкцій групуються за належністю відносин. Для отримання підсумкового результату необхідно об'єднати результати кожного зі шляхів вибірки.